# Hugo Bueno
Hugo Bueno López (Vigo, 18 september 2002) is een Spaans profvoetballer die doorgaans speelt als linksachter. Hij stroomde in 2022 door vanuit de jeugdopleiding van Wolverhampton Wanderers, dat hem in 2024 voor een jaar verhuurde aan Feyenoord.

## Clubcarrière
Bueno begon te voetballen toen hij 6 jaar was en speelde in de eerste twee jaar als doelman. Hij startte bij de lokale voetbalschool ED Val Miñor en speelde vervolgens de voetbalclubs UD Comesaña en CD Areosa. Hij werd afgewezen na proefperioden bij meerdere clubs, waaronder Celta de Vigo.

### Wolverhampton Wanderers
Bueno werd in de zomer van 2019 overgenomen door Wolverhampton Wanderers. In zijn eerste maand in de jeugdopleiding van Wolverhampton Wanderers veranderde hij van een aanvallende middenvelder naar een linksachter. In de opleiding werd voornamelijk gewerkt aan zijn fysieke en tactische vaardigheden. In zijn eerste jaar speelde Bueno voor de onder-18 en de onder-23 van Wolverhampton Wanderers. Hij zat op 30 januari 2021 voor het eerst in de wedstrijdselectie van het eerste team, voor de uitwedstrijd tegen Crystal Palace in de Premier League (1–0 nederlaag). Bueno ondertekende op 5 augustus 2021 een nieuw, tweejarig contract bij Wolverhampton Wanderers met een optie voor nog een jaar. Steve Davis liet Bueno op 15 oktober 2022 debuteren in het profvoetbal, als vervanger van Rayan Aït-Nouri in de blessuretijd van de 1–0 overwinning tegen Nottingham Forest in de Premier League. In de eerstvolgende competitiewedstrijden kreeg Bueno een basisplek, waarna hij met 55% van de stemmen werd verkozen tot Speler van de Maand bij Wolverhampton Wanderers. Op 2 november 2022 ondertekende hij een nieuw, vierjarig contract bij de club, met een optie voor nog een jaar. Zijn contract bij de club werd op 20 november 2023 verlengd tot medio 2028. Bueno maakte op 16 maart 2024 zijn eerste doelpunt in het profvoetbal. Wolverhampton Wanderers verloor die dag met 2–3 van Coventry City in de kwartfinales van de FA Cup. In het seizoen 2023/24 gaf trainer Gary O'Neil echter vooral de voorkeur aan Aït-Nouri. In de zomer van 2024 had Celtic FC interesse om Bueno op huurbasis over te nemen.

#### Verhuur aan Feyenoord
Bueno werd op 13 augustus 2024 voor een seizoen verhuurd aan Feyenoord, waar hij zou spelen met rugnummer 16 en concurreren met Quilindschy Hartman en Gijs Smal. Hij gaf een assist bij zijn debuut voor Feyenoord, in een 1–5 zege op PEC Zwolle in de Eredivisie op 18 augustus 2024. Op 2 oktober 2024 maakte hij zijn debuut in het internationale clubvoetbal, bij een 2–3 overwinning tegen Girona FC in de UEFA Champions League. Bueno gaf op 18 februari 2025 een voorzet die werd binnengekopt door Julián Carranza bij een 1–1 gelijkspel tegen AC Milan, waarmee Feyenoord zich plaatste voor de achtste finales van de UEFA Champions League. Hij kwam in totaal tot dertig wedstrijden tijdens zijn huurperiode bij Feyenoord.

## Clubstatistieken
| Seizoen         | Club                    | Competitie      | Competitie | Competitie | Beker | Beker | Internationaal | Internationaal | Totaal | Totaal |
| Seizoen         | Club                    | Competitie      | Wed.       | Dlp.       | Wed.  | Dlp.  | Wed.           | Dlp.           | Wed.   | Dlp.   |
| --------------- | ----------------------- | --------------- | ---------- | ---------- | ----- | ----- | -------------- | -------------- | ------ | ------ |
| 2022/23         | Wolverhampton Wanderers | Premier League  | 21         | 0          | 2     | 0     | —              | —              | 23     | 0      |
| 2023/24         | Wolverhampton Wanderers | Premier League  | 21         | 0          | 4     | 1     | —              | —              | 25     | 1      |
| 2024/25         | → Feyenoord             | Eredivisie      | 20         | 0          | 1     | 0     | 9              | 0              | 30     | 0      |
| Carrière totaal | Carrière totaal         | Carrière totaal | 62         | 0          | 7     | 1     | 9              | 0              | 78     | 1      |

Bijgewerkt t/m 3 juli 2025.

## Interlandcarrière
Bueno debuteerde op 11 september 2023 voor Spanje onder 21, tegen Schotland in de EK-kwalificatie. Hij kwam op 31 mei 2024 in actie voor het nationale elftal van Galicië in een oefenwedstrijd tegen Panama door in de rust Álvaro Lemos te vervangen. Op 4 juni 2025 werd hij opgenomen in de 23-koppige Spaanse selectie die deelnam aan het EK onder 21 in Slowakije. Op dat toernooi kwam Bueno in drie wedstrijden in actie, voordat Spanje in de kwartfinales werd uitgeschakeld door Engeland.

## Speelstijl
Volgens hemzelf werkt Bueno hard, zoekt hij de één-op-één op en probeert hij altijd kansen te creëren, ondanks dat hij weinig scoort.

## Persoonlijk
Bueno heeft een tweelingbroer, Guille Bueno, die eveneens voetbalt. Als kind was Bueno supporter van Real Madrid. In zijn vrije tijd speelt hij graag basketbal. Hij heeft Mesut Özil genoemd als zijn favoriete voetballer en Rafael Nadal als rolmodel.